# コネチカット州副知事
コネチカット州副知事（Lieutenant Governor of Connecticut）は、アメリカ合衆国コネチカット州の副知事である。
以下の一覧では、合衆国建国以前のコネチカット植民地に1639年から1776まで置かれた総督代理（Deputy Governor）についても記す。

## コネチカット植民地総督代理
1. ロジャー・ラドロー （1639年 - 1640年）
2. ジョン・ヘインズ （1640年 - 1641年）
3. ジョージ・ウィリス （1641年 - 1642年）
4. ロジャー・ラドロー （1642年 - 1643年）
5. エドワード・ホプキンス （1643年 - 1644年）
6. ジョン・ヘインズ （1644年 - 1645年）
7. エドワード・ホプキンス （1645年 - 1646年）
8. ジョン・ヘインズ （1646年 - 1647年）
9. エドワード・ホプキンス （1647年 - 1648年）
10. ロジャー・ラドロー （1648年 - 1649年）
11. エドワード・ホプキンス （1649年 - 1650年）
12. ジョン・ヘインズ （1650年 - 1651年）
13. エドワード・ホプキンス （1651年 - 1652年）
14. ジョン・ヘインズ （1652年 - 1653年）
15. エドワード・ホプキンス （1653年）
16. トーマス・ウェルズ （1654年）
17. ジョン・ウェブスター （1655年）
18. トーマス・ウェルズ （1656年 - 1657年）
19. ジョン・ウィンスロップ・ヤンガー （1658年 - 1659年）
20. ジョン・メイソン （1660年 - 1669年）
21. ウィリアム・リート （1669年 - 1676年）
22. ロバート・トリート （1676年 - 1683年）
23. ジェームズ・ビショップ （1683年 - 1692年）
24. ウィリアム・ジョーンズ （1692年 - 1698年）
25. ロバート・トリート （1698年 - 1708年）
26. ネイサン・ゴールド （1708年 - 1724年）
27. ジョセフ・タルコット （1724年 - 1725年）
28. ジョナサン・ロー （1725年 - 1741年）
29. ロジャー・ウォルコット （1741年 - 1750年）
30. トーマス・フィッチ （1750年 - 1754年）
31. ウィリアム・ピトキン （1754年 - 1766年）
32. ジョナサン・トランブル （1766年 - 1769年）
33. マシュー・グリスウォルド （1769年 - 1776年）

## コネチカット州副知事
| #  | 氏名                             | 就任           | 退任           | 政党           | 知事                                   |
| -- | -------------------------------- | -------------- | -------------- | -------------- | -------------------------------------- |
| 1  | マシュー・グリスウォルド         | 1776年         | 1784年         | 連邦党         | ジョナサン・トランブル                 |
| 2  | サミュエル・ハンティントン       | 1784年         | 1786年         | 連邦党         | マシュー・グリスウォルド               |
| 3  | オリヴァー・ウォルコット         | 1786年         | 1796年         | 連邦党         | サミュエル・ハンティントン             |
| 4  | ジョナサン・トランブル・ジュニア | 1796年         | 1797年         | 連邦党         | オリヴァー・ウォルコット               |
| 5  | ジョン・トレッドウェル           | 1797年         | 1809年         | 連邦党         | ジョナサン・トランブル・ジュニア       |
| 6  | ロジャー・グリスウォルド         | 1809年         | 1811年         | 連邦党         | ジョン・トレッドウェル                 |
| 7  | ジョン・コットン・スミス         | 1811年         | 1813年         | 連邦党         | ロジャー・グリスウォルド               |
| 8  | ショーンシー・グッドリッチ       | 1813年         | 1815年         | 連邦党         | ジョン・コットン・スミス               |
| 9  | ジョナサン・インガーソル         | 1816年         | 1823年         | 民主共和党     | オリバー・ウォルコット・ジュニア       |
| 10 | デイヴィッド・プラント           | 1823年         | 1827           | 国民共和党     | オリバー・ウォルコット・ジュニア       |
| 11 | ジョン・サミュエル・ピーターズ   | 1827年         | 1831           | 国民共和党     | ギデオン・トムリンソン                 |
| 12 | サディアス・ベッツ               | 1831年         | 1833           | ホイッグ党     | ジョン・サミュエル・ピーターズ         |
| 13 | エベネザー・ストッダード         | 1833年         | 1834年         | 民主共和党     | ヘンリー・エドワーズ                   |
| 14 | サディアス・ベッツ               | 1834年         | 1835           | ホイッグ党     | サミュエル・A・フット                  |
| 15 | エベネザー・ストッダード         | 1835年         | 1838年         | 民主共和党     | ヘンリー・W・エドワーズ                |
| 16 | チャールズ・ホーリー             | 1838年         | 1842           | ホイッグ党     | ウィリアム・W・エルズワース            |
| 17 | ウィリアム・S・ホラバード        | 1842年         | 1844年         | 民主党         | ショーンシー・フィッチ・クリーヴランド |
| 18 | ルーベン・ブース                 | 1844年         | 1846           | ホイッグ党     | ロジャー・シャーマン・ボールドウィン   |
| 19 | ノイス・ビリングス               | 1846年         | 1847年         | 民主党         | アイザック・トウシー                   |
| 20 | チャールズ・J・マッカーディ      | 1847年         | 1849           | ホイッグ党     | クラーク・ビッセル                     |
| 21 | トーマス・バッカス               | 1849年         | 1850年         | 民主党         | ジョーゼフ・トランブル                 |
| 22 | チャールズ・H・ポンド            | 1850年         | 1851年         | 民主党         | トーマス・H・シーモア                  |
| 23 | グリーン・ケンドリック           | 1851年         | 1852           | ホイッグ党     | トーマス・H・シーモア                  |
| 24 | チャールズ・H・ポンド            | 1852年         | 1853年         | 民主党         | トーマス・H・シーモア                  |
|    | 空席                             | 1853年         | 1854年         |                |                                        |
| 25 | アレグザンダー・H・ホーリー      | 1854年         | 1855           | ホイッグ党     | ヘンリー・ダットン                     |
| 26 | ウィリアム・フィールド           | 1855年         | 1856           | 自由土地党     | ウィリアム・T・マイナー                |
| 27 | アルバート・デイ                 | 1856年         | 1857           | 自由土地党     | ウィリアム・T・マイナー                |
| 28 | アルフレッド・A・バーナム        | 1857年         | 1858年         | 共和党         | アレクサンダー・H・ホーリー            |
| 29 | ジュリアス・カトリン             | 1858年         | 1861年         | 共和党         | ウィリアム・A・バッキンガム            |
| 30 | ベンジャミン・ダグラス           | 1861年         | 1862年         | 共和党         | ウィリアム・A・バッキンガム            |
| 31 | ロジャー・エイヴリル             | 1862年         | 1866年         | 共和党         | ウィリアム・A・バッキンガム            |
| 32 | オリバー・ウィンチェスター       | 1866年         | 1867年         | 共和党         | ジョーゼフ・R・ホーリー                |
| 33 | イーフレイム・H・ハイド          | 1867年         | 1869年         | 民主党         | ジェームズ・E・イングリッシュ          |
| 34 | フランシス・ウェイランド         | 1869年         | 1870年         | 共和党         | マーシャル・ジュウェル                 |
| 35 | ジュリアス・ホッチキス           | 1870年         | 1871年         | 民主党         | ジェームズ・E・イングリッシュ          |
| 36 | モリス・タイラー                 | 1871年         | 1873年         | 共和党         | マーシャル・ジュウェル                 |
| 37 | ジョージ・G・シル                | 1873年         | 1877年         | 民主党         | チャールズ・R・インガーソル            |
| 38 | フランシス・ルーミス             | 1877年         | 1879年         | 民主党         | リチャード・D・ハバード                |
| 39 | デイヴィッド・ギャラップ         | 1879年         | 1881年         | 共和党         | チャールズ・B・アンドリュース          |
| 40 | ウィリアム・H・ブルケリー        | 1881年         | 1883年         | 共和党         | ホバート・B・ビゲロー                  |
| 41 | ジョージ・G・サムナー            | 1883年         | 1885年         | 民主党         | トーマス・M・ウォーラー                |
| 42 | ロリン・A・クック                | 1885年         | 1887年         | 共和党         | ヘンリー・B・ハリソン                  |
| 43 | ジェームズ・L・ハワード          | 1887年         | 1889年         | 共和党         | フィニアス・C・ラウンズベリー          |
| 44 | サミュエル・E・マーウィン        | 1889年         | 1893年         | 共和党         | モルガン・G・ブルケリー                |
| 45 | アーネスト・キャディ             | 1893年         | 1895年         | 民主党         | ルーゾン・B・モリス                    |
| 46 | ロリン・A・クック                | 1895年         | 1897年         | 共和党         | オウエン・ヴィンセント・コッフィン     |
| 47 | ジェームズ・D・デューエル        | 1897年         | 1899年         | 共和党         | ロリン・A・クック                      |
| 48 | ライマン・A・ミルズ              | 1899年         | 1901年         | 共和党         | ジョージ・E・ラウンズベリー            |
| 49 | エドウィン・キーラー             | 1901年         | 1903年         | 共和党         | ジョージ・P・マクリーン                |
| 50 | ヘンリー・ロバーツ               | 1903年         | 1905年         | 共和党         | アビラム・チェンバレン                 |
| 51 | ロリン・S・ウッドラフ            | 1905年         | 1907年         | 共和党         | ヘンリー・ロバーツ                     |
| 52 | エヴェレット・J・レイク          | 1907年         | 1909年         | 共和党         | ロリン・S・ウッドラフ                  |
| 53 | フランク・B・ウィーク            | 1909年         | 1909年         | 共和党         | ジョージ・L・リリー                    |
|    | 空席                             | 1909年         | 1911年         |                |                                        |
| 54 | デニス・A・ブレイクスリー        | 1911年         | 1913年         | 共和党         | シメオン・E・ボールドウィン            |
| 55 | ライマン・T・ティンジャー        | 1913年         | 1915年         | 民主党         | シメオン・E・ボールドウィン            |
| 56 | クリフォード・B・ウィルソン      | 1915年         | 1921年         | 共和党         | マルクス・H・ホルコム                  |
| 57 | チャールズ・A・テンプルトン      | 1921年         | 1923年         | 共和党         | エヴェレット・J・レイク                |
| 58 | ハイラム・ビンガム               | 1923年         | 1925年         | 共和党         | チャールズ・A・テンプルトン            |
| 59 | ジョン・H・トランブル            | 1925年         | 1925年         | 共和党         | ハイラム・ビンガム                     |
| 60 | J・エドウィン・ブレイナード      | 1925年         | 1929年         | 共和党         | ジョン・H・トランブル                  |
| 61 | アーネスト・E・ロジャース        | 1929年         | 1931年         | 共和党         | ジョン・H・トランブル                  |
| 62 | サミュエル・R・スペンサー        | 1931年         | 1933年         | 共和党         | ウィルバー・ルーシアス・クロス         |
| 63 | ロイ・C・コックス                | 1933年         | 1935年         | 共和党         | ウィルバー・ルーシアス・クロス         |
| 64 | T・フランク・ヘイズ              | 1935年         | 1939年         | 民主党         | ウィルバー・ルーシアス・クロス         |
| 65 | ジェームズ・L・マッコーニイ      | 1939年         | 1941年         | 共和党         | レイモンド・E・ボールドウィン          |
| 66 | オデル・シェパード               | 1941年         | 1943年         | 民主党         | ロバート・A・ハーリー                  |
| 67 | ウィリアム・L・ハーデン          | 1943年         | 1945年         | 共和党         | レイモンド・E・ボールドウィン          |
| 68 | チャールズ・ウィルバート・スノウ | 1945年         | 1946年         | 民主党         | レイモンド・E・ボールドウィン          |
|    | 空席                             | 1946年         | 1947年         |                |                                        |
| 69 | ジェームズ・C・シャノン          | 1947年         | 1948年         | 共和党         | ジェームズ・L・マッコーニイ            |
| 70 | ロバート・E・パーソンズ          | 1948年         | 1949年         | 共和党         | ジェームズ・C・シャノン                |
| 71 | ウィリアム・T・キャロル          | 1949年         | 1951年         | 民主党         | チェスター・ボウルズ                   |
| 72 | エドワード・N・アレン            | 1951年         | 1955年         | 共和党         | ジョン・デイヴィス・ロッジ             |
| 73 | チャールズ・W・ジェーエット      | 1955年         | 1959年         | 民主党         | エイブラハム・A・リビコフ              |
| 74 | ジョン・N・デンプシー            | 1959年         | 1961年         | 民主党         | エイブラハム・A・リビコフ              |
| 75 | アンソニー・J・アーメンターノ    | 1961年         | 1963年         | 民主党         | ジョン・N・デンプシー                  |
| 76 | サミュエル・J・テデスコ          | 1963年         | 1966年         | 民主党         | ジョン・N・デンプシー                  |
| 77 | フレッド・J・ドゥーシー          | 1966年         | 1967年         | 民主党         | ジョン・N・デンプシー                  |
| 78 | アッティリオ・R・フラッシネリ    | 1967年         | 1971年         | 民主党         | ジョン・N・デンプシー                  |
| 79 | T・クラーク・ハル                | 1971年         | 1973年         | 共和党         | トーマス・J・メスキル                  |
| 80 | ピーター・L・キャッシュマン      | 1973年6月7日   | 1975年         | 共和党         | トーマス・J・メスキル                  |
| 81 | ロバート・K・キリアン            | 1975年         | 1979年1月3日   | 民主党         | エラ・T・グラッソ                      |
| 82 | ウィリアム・A・オニール          | 1979年1月3日   | 1980年12月31日 | 民主党         | エラ・T・グラッソ                      |
| 83 | ジョーゼフ・J・フォリーソ        | 1980年12月31日 | 1991年1月9日   | 民主党         | ウィリアム・A・オニール                |
| 84 | ユーニス・グローク               | 1991年1月9日   | 1995年1月4日   | コネチカット党 | ローウェル・P・ウェイカー・ジュニア    |
| 85 | M・ジョディ・レル                | 1995年1月4日   | 2004年7月1日   | 共和党         | ジョン・G・ローランド                  |
| 86 | ケヴィン・B・サリヴァン          | 2004年7月1日   | 2007年1月3日   | 民主党         | M・ジョージ・レル                      |
| 87 | マイケル・フェディル             | 2007年1月3日   | 2011年1月5日   | 共和党         | M・ジョージ・レル                      |
| 88 | ナンシー・ワイマン               | 2011年1月5日   | 現在           | 民主党         | ダニエル・マロイ                       |